# Medicina romana d'Orient

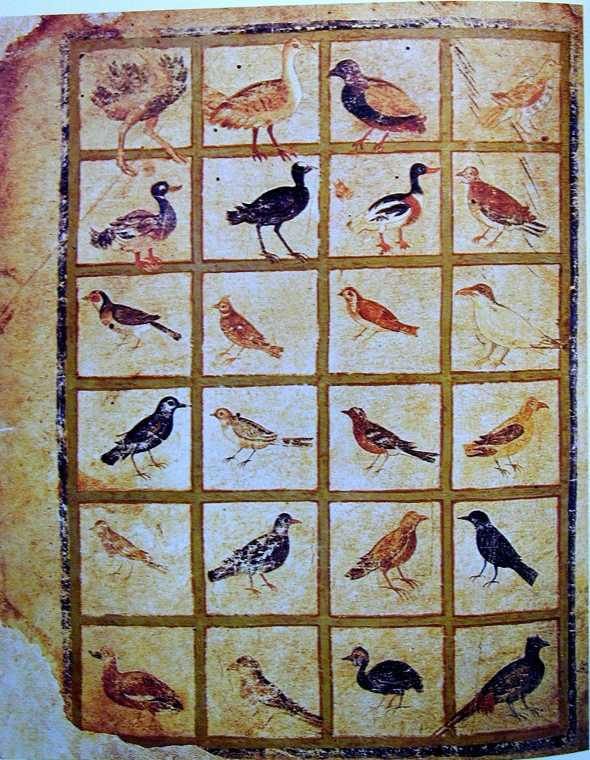
Il·lustracions d'ocells del manuscrit romà d'Orient Codex Aniciae Julianae.

La medicina romana d'Orient comprèn les pràctiques mèdiques disponibles a l'Imperi Romà d'Orient, entre els anys 400 i 1453. La medicina romana d'Orient fou notable per la preservació de tot coneixement adquirit durant l'època grecoromana, i per la influència que exercí en la medicina islàmica i en el ressorgiment de la medicina occidental durant el Renaixement.
Els metges romans d'Orient generalment registraven i normalitzaven els procediments i la informació en manuals. Els registres incloïen explicacions per al diagnòstic i il·lustracions tècniques. El "Compendi Mèdic en Set Llibres", escrit per Pau d'Egina, és un dels més extensos documents mèdics que sobreviuen d'aquesta època. Escrit a la fi del segle vii, se seguí utilitzant com a font d'informació en els vuit-cents anys posteriors.
Els registres històrics sovint esmenten l'existència d'hospitals civils, tot i que l'atenció de salut i el triatge de guerra existien abans de l'Imperi Romà. Constantinoble es destaca com el centre mèdic més important durant l'edat mitjana, impulsada per la seva ubicació a la confluència de diverses rutes, el poder econòmic i centre cultural.

## Context
Entre els primers metges romans d'Orient es troba Dioscòrides Pedaci, autor del manuscrit Codex Aniciae Julianae (c. 515 dC), per oferir a la filla de l'emperador Olibri. Com la majoria dels metges romans d'Orient, l'autor va tenir com a fonts autoritats de l'antiguitat com Galè i Hipòcrates, tot i que els metges romans d'Orient havien ampliat considerablement el coneixement preservat de les fonts grecoromanes.
Oribasi, potser el compilador més prolífic de coneixements mèdics, molt sovint prenia nota dels supòsits mèdics comuns, però que havien demostrat ser incorrectes. Moltes de les seves obres, així com les d'altres metges romans d'Orient, serien traduïdes al llatí i, finalment, a altres idiomes durant la Il·lustració.
Entre els últimes metges romans d'Orient notables cal esmentar Joan Actuari, que hauria viscut a Constantinoble a principis del segle xiv. La seva obra sobre l'orina va establir les bases per a una major investigació en el camp de la urologia. No obstant això, entre el final del segle xii i la caiguda de Constantinoble a mans dels turcs el 1453, hi hagué poca difusió dels coneixements mèdics, en gran part a causa de la inestabilitat en el si de l'imperi. No obstant això, la medicina romana d'Orient és molt important, tant en termes dels nous descobriments realitzats durant aquest període (un moment de gran inestabilitat a Europa Occidental) com en la preservació dels coneixements grecoromans a través dels llibres de text, la revisió d'aquest coneixement i, finalment, en la seva difusió a la Itàlia del Renaixement i el món islàmic.

## Hospitals
L'Imperi Romà d'Orient va ser el primer imperi a veure prosperar institucions dedicades exclusivament a la pràctica de la medicina. Aquestes institucions van ser sovint impulsades per esglésies individuals o l'Estat, i eren similars als hospitals moderna en molts aspectes. Si bé hi havia hagut institucions similars en l'antiguitat grecoromana, eren en general d'ús militar o local on els ciutadans podien anar a morir amb tranquil·litat.
El primer hospital fou construït per Basili de Cesarea a la fi del segle iv, i si bé aquestes institucions havien florit en les principals ciutats, no fou fins al llarg dels segles viii i ix que van començar a aparèixer a les ciutats de província. La medicina romana d'Orient es basava enterament en hospitals o clíniques, que eren part del complex hospitalari. Es va instituir la jerarquia laboral, en la qual hi havia un metge principal (archiatroi), infermeres professionals (hypourgoi) i auxiliars (hyperetai).
Els metges mateixos tenien una àmplia formació, i probablement havien assistit a la Universitat de Constantinoble a mesura que a l'Imperi la medicina esdevenia un dels principals camps acadèmics. Tot i la importància dels grans metges de l'antiguitat, és en l'època romana d'Orient que l'estatut de la medicina com a ciència millora bastant.